# 2011. évi CCIII. törvény
A 2011. évi CCIII. törvény az országgyűlési képviselők választásáról az országgyűlési képviselők választásának rendjét szabályozza Magyarországon. A jogszabály az úgynevezett sarkalatos törvények közé tartozik, ezért megváltoztatásához a jelen lévő országgyűlési képviselők kétharmadának egyetértő szavazata szükséges. Megalkotására az Alaptörvény XXIII. cikkének (1), (4) és (6) bekezdése, valamint a 2. cikk (1) és (2) bekezdése hatalmazza fel az Országgyűlést. A törvény 199-re csökkenti az országgyűlési képviselők számát; közülük 106-ot egyéni választókerületben, a fennmaradó 93-at országos listán választanak. Az országgyűlési választások lebonyolítása a korábbi kétfordulós rendszerről visszatér az 1990 előtti egyfordulósra. A jogszabály bevezetésével választójogot kapnak a magyarországi állandó lakóhellyel nem rendelkező magyar állampolgárok. A Magyarországon élő nemzetiségi választók pártlista helyett nemzetiségi listára szavazhatnak; ezzel lehetővé válik a nemzetiségek parlamenti képviselete. A törvény az országgyűlési képviselők választásának kereteit körvonalazza; a választások tényleges menetének részleteit a választási eljárásról szóló 2013. évi XXXVI. törvény szabályozza.
A törvényt az Országgyűlés a 2011. december 23-i ülésnapján fogadta el; a kihirdetés napja 2011. december 30. volt. Hatályba 2012. január 1-jén lépett, rendelkezéseit pedig – néhány kivételtől eltekintve – a hatálybalépést követő első általános választáson, vagyis 2014-ben kellett először alkalmazni.

## Egyéni választókerületek
A törvény melléklete 106 egyéni választókerületre osztja Magyarország területét. Ezek mindegyikében egy-egy országgyűlési képviselő választható. A választókerületek határai nem keresztezhetik a megyehatárokat, területük összefüggő kell legyen és – indokolt esetek kivételével – 15 százalékos hibahatáron belül egyenlő számú választópolgárt foglalnak magukba. Az átlagos választókerületben mintegy 93 ezer ember lakik.

## Országos listák
A törvény előírása szerint az egyéni választókerületeken kívül országos listákon is választhatók országgyűlési képviselők, mégpedig összesen 93-an. Az országos listáknak két típusa van: a pártlista és a nemzetiségi lista. A jelöltek nem szerepelhetnek egynél több országos listán.
A pártlistákat a politikai pártok indítják önállóan vagy más pártokkal közösen. Minden párt legfeljebb egy pártlistában vehet részt. Pártlistát az a párt állíthat, amely legalább tizennégy megyében és a fővárosban,  legalább hetvenegy egyéni választókerületben önállóan jelöltet állított. A törvény megengedi, hogy egy személy egyéni választókerületben és pártlistán is induljon, de csak ugyanazon párt jelöltjeként. Az egyes pártlistákon legfeljebb háromszor annyi személy szerepelhet, mint az országos listán megszerezhető mandátumok száma (tehát legfeljebb 279 fő).
A nemzetiségi listákat az országos nemzetiségi önkormányzatok indíthatják. Az országos nemzetiségi önkormányzatok nem indíthatnak közös listát. Nemzetiségi lista állításához a nemzetiségi állampolgárok legalább egy százalékának (de legfeljebb ezerötszáz főnek) az ajánlása szükséges. A nemzetiségi listán a névjegyzékben az adott nemzetiség választópolgáraként szereplő választópolgár lehet jelölt. A nemzetiségi listákon legalább három jelöltnek kell szerepelnie.

## Választójog
Magyarország alaptörvénye főszabályként minden nagykorú magyar állampolgárnak megadja az országgyűlési választásokon való aktív és passzív részvétel jogát, de lehetővé teszi azt, hogy az Országgyűlés ezt a jogot sarkalatos törvényben korlátozza.
A törvény a választójogosultak körének meghatározásában több tekintetben is hivatkozik a választók névjegyzékére, amelynek összeállítását a választási eljárásról szóló 2013. évi XXXVI. törvény szabályozza. Az országgyűlési választásokon azok a választópolgárok szavazhatnak, akik a választói névjegyzékben szerepelnek. Ezek közül a magyarországi lakóhellyel rendelkező választópolgárok egy egyéni választókerületi jelöltre és egy pártlistára szavazhatnak. Azok a Magyarországon élő választópolgárok, akik a névjegyzékben nemzetiségi választópolgárként szerepelnek, egy egyéni választókerületi jelöltre, valamint nemzetiségük listájára, ennek hiányában egy pártlistára szavazhatnak. A magyarországi lakóhellyel nem rendelkező választópolgárok egy pártlistára szavazhatnak.
A törvény kizárja a választójogosultak köréből azt, aki jogerős ítélet alapján szabadságvesztés büntetését vagy büntetőeljárásban elrendelt intézeti kényszergyógykezelését tölti.

## A választás eredményének a megállapítása
A törvény értelmében az országgyűlési képviselőválasztás egyfordulós.

### Egyéni választókerületek
Az egyéni választókerületben az a jelölt nyeri el a mandátumot, aki a legtöbb érvényes szavazatot kapja. Holtverseny esetén egyik jelölt sem szerez mandátumot, hanem időközi választást kell kiírni.

### Országos listák

#### A parlamentbe jutáshoz szükséges küszöbértékek
Az országos listákon szerezhető mandátumok elosztásához először is meg kell állapítani, hogy melyek azok a listák, amelyek nem szerezhetnek mandátumot azért, mert nem érték el a rájuk vonatkozó minimális támogatottsági küszöbértéket. Ezt a küszöbértéket a pártlisták esetében az országos listákra leadott összes érvényes szavazat százalékában határozza meg a törvény:
- Ha egy párt egyedül állít listát, a küszöbérték az országos listákra leadott összes érvényes szavazat 5 százaléka.
- Két párt közös listája számára a küszöbérték az országos listákra leadott összes érvényes szavazat 10 százaléka.
- Kettőnél több párt közös listája esetén a küszöbérték az országos listákra leadott összes érvényes szavazat 15 százaléka.
- A nemzetiségi listák számára a küszöbérték az országos listákra leadott összes szavazat 1/372-edrésze.[15]

Ha egy országos lista a rá vonatkozó küszöbértéket nem éri el, akkor az adott listáról nem lehet mandátumot szerezni.

#### Kedvezményes mandátum
Azok a nemzetiségi listák, amelyek elérik a fenti küszöbértéket, kapnak egy-egy úgynevezett kedvezményes mandátumot. A listákon megszerezhető mandátumok számát a kiosztott kedvezményes mandátumok számával csökkenteni kell. A további számításokban a nemzetiségi listákra jutó szavazatokat a kedvezményes mandátum megszerzéséhez szükséges kedvezményes kvótával (az összes listára leadott szavazatok 1/372-ed részével) csökkenteni kell.

#### Töredékszavazatok
A fennmaradó listás mandátumok elosztásának következő lépése az egyes pártlistákra jutó töredékszavazatok számának megállapítása. A töredékszavazatok olyan, az egyéni választókerületekben leadott szavazatok, amelyek nem voltak szükségesek az adott választókerületben győztes jelölt megválasztásához. Ennek megfelelően töredékszavazat az egyéni választókerületben leadott szavazatok közül
- a mandátumot nem szerzett jelöltre leadott érvényes szavazat,
- a mandátumot szerzett jelöltre leadott szavazatok közül a győzelemhez minimálisan szükséges szavazatokon felül kapott szavazat.[18]

Amennyiben egy egyéni választókerületben az első helyen holtverseny alakul ki, az itt leadott összes szavazat töredékszavazatnak minősül. A töredékszavazatokat az egyes pártok listáihoz rendeli a törvény: azok a pártok, amelyek önálló listát indítanak, megkapják az önálló egyéni jelöltjeik töredékszavazatait; azok a pártok pedig, amelyek közös listát indítottak, a közös egyéni jelöltjeik töredékszavazatait kapják meg. A további számításokban az egyes pártlistákra jutó szavazatokon az adott pártlistára ténylegesen leadott listás szavazatok és az adott pártlistára jutó töredékszavazatok összegét értjük.

#### A fennmaradó listás mandátumok elosztása
A fennmaradó listás mandátumokat a minimális küszöbértéket elért listák között a következő eljárással rendeli elosztani a törvény:
Össze kell állítani egy táblázatot, amelynek első sorát a pártlistákra illetve a nemzetiségi listákra jutó szavazatok száma képezi, majd minden pártlista, illetve nemzetiségi lista szavazatai alatt képezünk egy számoszlopot, amelynek első száma az adott lista szavazatainak a fele, a következő szám a harmada, a negyede stb. E táblázat segítségével történik a mandátumok kiosztása: meg kell keresni a táblázatban előforduló legnagyobb számot; amelyik lista számoszlopában találjuk meg azt, az a lista kap egy mandátumot; ezt követően meg kell keresni a következő legnagyobb számot; amelyik lista oszlopában találjuk meg azt, az a lista kap egy mandátumot; ezt az eljárást folytatjuk, míg az összes mandátum kiosztásra nem kerül. Ha a táblázatban több lista alatt egyenlő számok vannak, és ezzel a szavazatszámmal mandátumhoz jutnának, de a megszerezhető mandátumok száma kevesebb, mint az azonos szavazatot elért listák száma, akkor a lista sorszáma szerinti sorrendben kell kiosztani a mandátumokat.

#### A listák által szerzett mandátumok szétosztása a jelöltek között
Az egyes pártok országos listáiról el kell távolítani azokat a jelölteket, akik egyéni választókerületben már mandátumot szereztek. A lista által megszerzett mandátumokat a fennmaradó jelöltek az országos listán elfoglalt helyük sorrendjében szerzik meg. Ha egy adott listán kevesebb jelölt van, mint a lista által megszerzett mandátumok száma, a ki nem osztott mandátumok betöltetlenek maradnak.

## Változások
A törvény számos pontban jelentősen megváltoztatta az országgyűlési választások menetét.
- Radikálisan – 386-ról 199-re – csökkentette az országgyűlési képviselők száma.[22][23]
- Választójogot kaptak a külföldön élő magyar állampolgárok.[24]
- Kétfordulós helyett egyfordulóssá vált az országgyűlési képviselők választása.[25][26]
- Megszűntek a területi listák: csak országos listán vagy egyéni választókerületben lehet mandátumot szerezni.[27][28]